# David Lengel
David Lengel (* 25. März 1982 in New York City, New York) ist ein US-amerikanischer Schauspieler.

## Leben und Karriere
David Lengel stammt aus dem New Yorker Stadtteil Queens. Er besuchte die Fiorello H. LaGuardia High School of Music and Art and Performing Arts in Manhattan. 1997 war er im Kurzfilm Balloons, Streamers erstmals vor der Kamera zu sehen. Nach einer mehrjährigen Unterbrechung, war er ab 2005 unter anderem in den Serien Wanted, Alle hassen Chris, Criminal Minds, Dr. House und iCarly in Gastrollen zu sehen. Ab 2011 folgten Auftritte in 90210, Parenthood, Dexter, Touch, Sam & Cat, Rake, Masters of Sex, Scorpion, Ray Donovan, Navy CIS, Speechless, Superstore und Bosch.
Von 2015 bis 2016 war er als Jed in einer Nebenrolle in Henry Danger zu sehen. 2019 war er in einer kleinen Rolle im Film Der Fall Richard Jewell zu sehen. 2021 übernahm er als Phil Jones eine Nebenrolle in der Serie WandaVision. Neben seinen Rollen in Film und Fernsehen, steht Lengel auch regelmäßig am Theater auf der Bühne.

## Filmografie (Auswahl)
- 1997: Balloons, Streamers (Kurzfilm)
- 2005: Wanted (Fernsehserie, Episode 1x10)
- 2007: Alle hassen Chris (Everybody Hates Chris, Fernsehserie, Episode 2x21)
- 2007: Criminal Minds (Fernsehserie, Episode 3x10)
- 2008: Dr. House (House M.D., Fernsehserie, Episode 5x10)
- 2009: The Amazing Mrs. Novak (Fernsehfilm)
- 2009: Bald
- 2010: iCarly (Fernsehserie, Episode 3x12)
- 2011: L.A. Noire (Videospiel, Stimme)
- 2011: 90210 (Fernsehserie, Episode 4x06)
- 2011: Private Practice (Fernsehserie, Episode 5x06)
- 2011: Parenthood (Fernsehserie, Episode 3x08)
- 2012: Issues (Fernsehserie, Episode 1x11)
- 2012: Dexter (Fernsehserie, Episode 7x03)
- 2012: Hitman: Absolution (Videospiel, Stimme)
- 2013: Casting Couch
- 2013: Touch (Fernsehserie, Episode 2x12)
- 2014: Sam & Cat (Fernsehserie, Episode 1x25)
- 2014: Rake (Fernsehserie, 3 Episoden)
- 2014: Masters of Sex (Fernsehserie, Episode 2x07)
- 2015: House of Lies (Fernsehserie, Episode 4x01)
- 2015: Scorpion (Fernsehserie, Episode 1x18)
- 2015: Grace and Frankie (Fernsehserie, Episode 1x12)
- 2015: Ray Donovan (Fernsehserie, Episode 3x05)
- 2015: Pure Love
- 2015–2016: Henry Danger (Fernsehserie, 5 Episoden)
- 2016: Togetherness (Fernsehserie, Episode 2x03)
- 2016: Road to the Well
- 2016: Dr. Ken (Fernsehserie, 3 Episoden)
- 2016: Navy CIS (NCIS, Fernsehserie, Episode 14x09)
- 2016–2017: Speechless (Fernsehserie, 2 Episoden)
- 2016–2021: Bosch (Fernsehserie)
- 2017: Colony (Fernsehserie, Episode 2x02)
- 2017: I’m Dying Up Here (Fernsehserie, Episode 1x03)
- 2017: Adam Ruins Everything (Fernsehserie, Episode 2x12)
- 2017: Her Side of the Bed
- 2018: Superstore (Fernsehserie, Episode 3x10)
- 2018: Happy Together (Fernsehserie, Episode 1x08)
- 2018–2019: Bizaardvark (Fernsehserie, 5 Episoden)
- 2019: Philophobia: or the Fear of Falling in Love
- 2019: Der Fall Richard Jewell (Richard Jewell)
- 2020: Subs (Fernsehserie, 3 Episoden)
- 2020: In the Company of Strangers
- 2021: WandaVision (Fernsehserie, 6 Episoden)
- 2021: Der Prinz aus Zamunda 2 (Coming 2 America)
- 2021: Zuhause bei Raven (Raven’s Home, Fernsehserie, Episode 4x12)
- 2024: Agatha All Along (Fernsehserie)
- 2025: Bride Hard